# Gavelius
Gavelius är namnet på svenska släkter eller släktgrenar uppkallade efter hemstaden Gävle.
Till den äldsta släkten/släktgrenen hörde Elias Pedersson Gavelius (1600–1665), justitieborgmästare i Gävle och brodern Peder Pedersson Gavelius (1601–1645). Denne blev 1634 juris doktor i Orléans, Frankrike, efter studier vid Uppsala universitet samt tyska, holländska och franska universitet. Han blev 1637 borgmästare i Stockholm. Han var assessor i Svea hovrätt och borgarståndets talman vid riksdagarna 1638 och 1640. Han vilar framför högaltaret i Storkyrkan. Släkten har till största delen utgrenat sig i följande adelsätter: Cronstedt (adlad 1686, nr 1104, grevlig 1731, nr 83), Cederschiöld (adlad 1687, nr 1117), von Gavel (adlad 1696, nr 1343, bosatt i Lettland och Tyskland) och Adelstierna (adlad 1708, nr 1441, utslocknad 1734).
Till den yngre släktgrenen hörde assessorn i Göta hovrätt Jacob Larsson Gavelius (student 1628, död 1656). Genom dennes båda söner har släkten utgrenat sig i följande adelsätter: Lagercrantz (adlad 1682, nr 1011) och Lagerstedt (adlad 1698, nr 1358, utslocknad 1744). Därmed synes användningen av namnet Gavelius ha upphört inom denna yngre släkt/släktgren. Följande uppgifter är tämligen säkra: Jacob Gavelius' far var länsmannen Lars Persson (död 1647). Dennes far var bonden Per Jönsson, nämndeman 1591. Dennes far var (hemmansägaren sedan 1547) Jöns Ersson (död 1575). Alla tre var hemmansägare i Sätra by, Hille socken, Gävle.
En tredje släkt Gavelius härstammar från en vid Anundsjö kyrka, (Örnsköldsviks kommun) åren 1722–1739 verksam, komminister Sven Nicolaus Gravelius (1686–1739), vars utomäktenskapliga barn bar helt andra namn, men där senare släktled (godsägare Nils Gavelius 1848–1924 jämte syskon samt sonen Nikanor Gavelius 1884–1974) (före 1883, således före namnlagen 1901) återupptog namnet, nu stavat Gavelius. (Dessa två jämte makar vilar strax bakom kyrkan, byggd 1437, möjligen i samma grav som komministern, vars egen slitna gravsten togs bort före 1923 års genomgripande omplanering av kyrkogården). På en namntavla inne i kyrkan uppges komministerns namn vara Sven Nic. Gavelius, men i kyrkböckerna uppges hans namn vara Gravelius. Släkten Gravelius dog ut 1803. I sina tre äktenskap fick komministern sex barn (varav tre dog kort efter födseln) vartill kommer de utomäktenskapliga barnen, som vid denna tid i kyrkböckerna endast redovisades tillsammans med moderns namn.
Ovannämnde Elias son Nils Gavelius blev rådman i Vasa (Vaasa) och dennes bror Elias Eliason Gavelius blev borgmästare i Kristinestad (Kristiinankaupunki), varför släkten även fortlever i Finland. Namnet förekommer även i USA (South Carolina). På 1600-talet bar döttrarna oftast namnet Gavelia, exempelvis Margareta Gavelia, född 1663 i Gävle och gift med komminister Olof Nordelius, Bjuråker. Via Helena Gavelia med sonen Peter Frankenberg, som överlevde slaget vid Poltava, hamnar man i den månghövdade släkten Nordblad, som är befryndad med ätten Lagercrantz och därmed med den yngre släkten/släktgrenen Gavelius.
Släktgrenarna Gavelius var i äldre tider betydligt mer månghövdade än nu. Att så många i släkten blev adlade med andra namn reducerade ju det antal, som fortfarande bar namnet. Magnus Gavelius, adlad Lagercrantz (1648–1693) fortsatte dock att kalla sig Gavelius livet ut, medan hans barn kallade sig Lagercrantz. År 2017 finns i Sverige 42 vuxna personer med namnet Gavelius. Av dessa bor 13 i Örnsköldsviks kommun.
Gaveliusgatan, Sofia församling, Stockholm är uppkallad efter klädesfabrikören Jacob Gavelius, adlad Lagerstedt (1655–1698).